# Márcio Barbosa (cyclisme)
Pour les articles homonymes, voir Barbosa.
Santos Barbosa est un nom portugais ; le premier nom de famille (d'usage facultatif) est Santos et le second est Barbosa.
Márcio Fernando Santos Barbosa, né le 20 février 1986, à Porto, est un coureur cycliste portugais. 

## Biographie
En 2002, Márcio Barbosa se classe deuxième du championnat du Portugal sur route dans la catégorie cadets (moins de 17 ans). 
En 2006, il remporte une étape du Tour du Portugal de l'Avenir, réservé aux cyclistes espoirs (moins de 23 ans). Il commence ensuite sa carrière professionnelle en 2009 dans l'équipe continentale Paredes Rota dos Móveis. En 2013, il termine meilleur grimpeur du Tour du Portugal. Il est cependant suspendu deux ans pour des analyses sanguines anormales détectées sur son passeport biologique. 
Une fois sa suspension terminée, il fait son retour à la compétition en 2016, chez l'ACDC Trofa. Il repasse finalement professionnel en 2018 au sein de la formation Aviludo-Louletano-Uli. Durant cette saison, il s'impose sur le Grand Prix de Mortágua, une manche de la Coupe du Portugal. Il prend par ailleurs la quatrième place du Grande Prémio de Portugal Nacional 2, inscrit au calendrier UCI. 
En 2019 et 2020, il devient champion du Portugal de cyclo-cross.

## Palmarès sur route

### Par années
- 2002
  - 2e du championnat du Portugal sur route cadets
- 2006
  - 5e étape du Tour du Portugal de l'Avenir
- 2011
  - 2e du Circuit de Malveira
- 2018
  - Grand Prix de Mortágua
  - 3e du Grande Prémio de Portugal Nacional 2[n 3]
- 2019
  - Circuit de Malveira

### Classements mondiaux
| Année           | 2011 |
| --------------- | ---- |
| UCI Europe Tour | 936e |

## Palmarès en cyclo-cross
- 2018-2019
  -  Champion du Portugal de cyclo-cross
- 2019-2020
  -  Champion du Portugal de cyclo-cross